# Eopsetta jordani
Eopsetta jordani е вид лъчеперка от семейство Pleuronectidae.

## Разпространение
Видът е разпространен в Канада (Британска Колумбия), Мексико (Долна Калифорния) и САЩ (Алеутски острови, Аляска, Вашингтон, Калифорния и Орегон).